# Récolement (collections d'un musée)
 (novembre 2010).
Pour les articles homonymes, voir Récolement.
Le récolement des collections d'un musée est une opération de contrôle de la présence des œuvres d'art répertoriées dans leur inventaire. Le but d'un récolement est de vérifier l'intégrité des collections du musée en contrôlant la présence effective des artéfacts avec la présence du fonds théorique. Celui-ci est indiqué dans les derniers registres d'inventaire ou dans les catalogues topographiques, qu'ils soient en version matérielle ou numérique.
Réaliser un récolement permet de mieux connaître et de mettre à jour les données relatives aux œuvres : vérification du numéro d’inventaire, des mesures, prise de photographies documentaires de toutes les faces, les inscriptions et marques. Il contribue également à faire un bilan de l’état de conservation des collections et de programmer, si nécessaire, des campagnes de restauration.

## Procédure d'un récolement
Le récolement se fait étape par étape pour que l'institution muséale ne ferme pas totalement ses portes au public durant ce laps de temps. Le nombre de personnes et le temps à consacrer au récolement dépend du volume des collections à récoler. Cela demande dans tous les cas une forte mobilisation du personnel, une grande rigueur et occupe souvent une grande place. Chaque œuvre est vérifiée : sa localisation (lieu général, la salle, l'endroit spécifique dans cette salle, le numéro d'étagère, et enfin son rayon), sa conformité entre le numéro d’inventaire et les sources documentaires conservées, son état de conservation, le marquage de son numéro d’inventaire mais aussi ses mesures et ses marques et inscriptions. Cela facilite ensuite la gestion des œuvres lors des expositions futures, des dépôts ou des prêts.

### Récolement manuel et récolement numérique
Il existe deux façons de procéder à un récolement : de façon manuelle ou de façon numérique, cette dernière étant la plus souvent utilisée de nos jours.
En version manuelle, le récolement nécessite la liste exhaustive des documents avec leur localisation et leur cote. Cela peut être le registre d'inventaire ou l'impression globale du catalogue par exemple. On vérifie ensuite physiquement dans les rayons la présence des documents listés que l'on peut cocher au fur et à mesure de l'avancée du récolement. Les documents qui n'ont pas été trouvés/cochés doivent être supprimés du catalogue et mentionnés dans le registre d'inventaire s'il existe pour ne pas qu'ils soient répertoriés à nouveau malgré leur absence effective.
En version numérique, donc grâce à l'informatique, on enregistre tous les identifiants (avec les codes-barres, avec les puces RFID, avec les numéros d'inventaire ou avec les numéros d'accession) des documents présents à un moment donné dans le musée, que ce soit dans les salles d'exposition, de restauration ou dans les réserves. On intègre ensuite ces identifiants dans le système informatique de gestion de l'institution. Les traitements automatisés associés au récolement procèdent à la comparaison du catalogue avec les identifiants enregistrés et génèrent le plus souvent la liste des œuvres manquantes.

## En France
Tous les musées labellisés « Musée de France » sont soumis au récolement décennal s'ils souhaitent garder leur label. L’établissement rédige un plan de récolement pour les dix années à venir, il s'agit d'un document unique permettant d’anticiper les difficultés relatives aux moyens humains, techniques et documentaires. Il organise le travail de façon rationnelle par campagne topographique. À la fin de chaque campagne, est produit un procès-verbal qui atteste officiellement du récolement d’une partie de la collection. 
Selon l’article 11 de l’arrêté du 25 mai 2004 fixant les normes techniques relatives à la tenue de l’inventaire, du registre des biens déposés dans un musée de France et au récolement, il est disposé que :

« le récolement est l’opération qui consiste à vérifier, sur pièce et sur place, à partir d’un bien ou de son numéro d’inventaire : la présence du bien dans les collections, sa localisation, l’état du bien, son marquage, la conformité de l’inscription à l’inventaire avec le bien ainsi que, le cas échéant, avec les différentes sources documentaires, archives, dossiers d’œuvres, catalogues. »

Depuis le XVIIIe siècle, l’État français a « déposé », autrement dit prêté à des musées, ambassades, mairies et autres administrations, plus de 430 000 pièces de ses collections. Ces pièces (tableaux, meubles, tapisseries, objets archéologiques) sont historiquement gérées par de grandes institutions dites « dépositaires » (ces œuvres lui sont confiées en « dépôt ») et « déposantes » (mettant à disposition ces œuvres). Ces institutions sont notamment le Centre national des arts plastiques, le Mobilier national, la Cité de la céramique - Sèvres et Limoges, le Centre des monuments nationaux, le musée national d'Art moderne.
À la suite d'un rapport de la Cour des comptes traitant de la mauvaise gestion des dépôts d'œuvres d'art des collections de l'État, une Commission de récolement des dépôts d’œuvres d'art (CRDOA) est créée par un décret du 20 août 1996 et placée auprès du ministre de la Culture.
De nombreuses œuvres d'art déposées ayant disparu (par égarement, vol ou destruction), une base de données — la base Sherlock — qui dresse un catalogue de ces œuvres recherchées est mise en ligne publiquement en 2014. La consultation de cette base en 2016 révèle que 23 000 œuvres sont recherchées et que 1 346 d’entre elles ont donné lieu à un dépôt de plainte pour vol ou disparition.

### Premier récolement décennal achevé en 2014
Pour les musées, une obligation de récolement décennal est instaurée par la loi du 4 janvier 2002 relative aux musées de France et encadrée par le Ministère de la Culture et de la Communication. Le premier récolement décennal des collections des musées de France s'est théoriquement achevé le 12 juin 2014. La fin du premier récolement a été reportée au 31 décembre 2015.
Selon le bilan établi le 10 octobre 2014 par la direction des musées de France, les collections des 1 222 musées de France à cette date comprenaient 121 055 381 objets, dont 66 785 288 au Muséum national d'histoire naturelle, 13 563 630 dans les 64 musées nationaux et assimilés et 40 705 937 dans les 1158 musées territoriaux. Le taux de ce premier récolement décennal a été respectivement de 25 % pour la totalité des collections, 20 % pour les musées nationaux, dont 63 % pour ceux relevant du ministère de la culture et 13 % pour le muséum national d'histoire naturelle. Sans ce dernier, il est de 40 % au total et de 54 % pour les musées nationaux.
Néanmoins, au rythme actuel, les trois quarts des musées étaient en mesure d'achever leur récolement en 2015, ceux dont les collections sont les moins volumineuses. À titre d'exemple, le musée national de Préhistoire des Eyzies-de-Tayac possédait environ 6 millions d'objets à la date de ce bilan et le musée d'archéologie nationale de Saint-Germain-en-Laye environ 3 millions, le musée du Louvre 554 498 œuvres, le MUCEM 349 271, le musée national d'art moderne 101 393, le musée d'Orsay 76 460, le musée du Château de Versailles environ 65 000 ou le musée Guimet environ 52 000.
En 2014, les musées nationaux avaient effectué 134 780 dépôts, dont 107 000 dans des musées territoriaux, 21 000 entre musées nationaux, 1 600 dans des administrations et 4 200 à l'étranger. Leur taux de récolement a été de 82 %, soit 114 176 objets. Sur ce nombre, 11 % n'ont pas été vus soit 12 743 objets, dont 8 254 déposés avant 1945 et 4 489 après, à savoir 10 332 non localisés, dont 361 ont fait l'objet d'un dépôt de plainte, 2 297 présumés détruits et 124 volés.

### Numérisation et mise en ligne des collections
L'obligation décennale de récolement des collections des musées de France a accéléré l'informatisation de leurs inventaires. Le bilan de l’informatisation et de la numérisation des collections des musées de France, réalisé par le bureau de la diffusion numérique en 2015, à partir des réponses de 458 des 1 222 musées de France, a évalué à 13 millions les objets qui disposent d'au moins une image numérique et à 15 millions ceux qui bénéficient d'une notice. Mais seul un million d'objets des musées de France était alors accessible via une centaine de bases de données en ligne, nationales telles que la base Joconde, les bases de la Réunion des musées nationaux, des différentes collectivités territoriales (Alienor en Nouvelle-Aquitaine, musées du Vaucluse, musées d'Angers, etc.) ou les sites internet des musées eux-mêmes.